# روبرت بوتر
روبرت بوتر (بالإنجليزية: Robert Potter (U.S. politician))‏ (و. 1799 – 1842 م) هو سياسي، ومحام من الولايات المتحدة الأمريكية ولد في مقاطعة غرانفيل (كارولاينا الشمالية).
وهو عضو في الحزب الديمقراطي الأمريكي .